# امبه دی میناس
امبه دی میناس (به پرتغالی: Imbé de Minas) یک منطقهٔ مسکونی در برزیل است که در میناز ژرایس واقع شده‌است. امبه دی میناس ۶٬۹۴۰ نفر جمعیت دارد.